# Сент-Мартин (приход)
Сент-Ма́ртин (англ. Saint Martin Parish) или Сен-Марте́н (фр. Paroisse de Saint-Martin) — приход штата Луизиана, США. Официально образован в 1807 году. По состоянию на 2010 год, численность населения составляла 52 160 человек.

## География
По данным Бюро переписи США, общая площадь прихода равняется 2 113,442 км2, из которых 1 911,422 км2 — суша, и 204,610 км2, или 9,700 %, — это водоёмы.

## Население
По данным переписи населения 2000 года на территории прихода проживает 48 583 жителя в составе 17 164 домашних хозяйств и 12 975 семей. Плотность населения составляет 25,00 человек на км2. На территории прихода насчитывается 20 245 жилых строений, при плотности застройки около 11,00-ти строений на км2. Расовый состав населения: белые — 65,95 %, афроамериканцы — 31,98 %, коренные американцы (индейцы) — 0,92 %, азиаты — 0,29 %, гавайцы — 0,00 %, представители других рас — 0,20 %, представители двух или более рас — 0,65 %. Испаноязычные составляли 0,83 % населения независимо от расы.
В составе 39,70 % из общего числа домашних хозяйств проживают дети в возрасте до 18 лет, 54,60 % домашних хозяйств представляют собой супружеские пары, проживающие вместе, 15,90 % домашних хозяйств представляют собой одиноких женщин без супруга, 24,40 % домашних хозяйств не имеют отношения к семьям, 20,70 % домашних хозяйств состоят из одного человека, 7,90 % домашних хозяйств состоят из престарелых (65 лет и старше), проживающих в одиночестве. Средний размер домашнего хозяйства составляет 2,78 человека, и средний размер семьи 3,22 человека.
Возрастной состав прихода: 29,50 % — моложе 18 лет, 9,60 % — от 18 до 24, 29,60 % — от 25 до 44, 21,20 % — от 45 до 64, и 21,20 % — от 65 и старше. Средний возраст жителя прихода — 33 лет. На каждые 100 женщин приходится 96,30 мужчин. На каждые 100 женщин старше 18 лет приходится 93,00 мужчин.
Средний доход на домохозяйство прихода составлял 30 701 USD, на семью — 36 316 USD. Среднестатистический заработок мужчины был 30 701 USD против 18 365 USD для женщины. Доход на душу населения составлял 13 619 USD. Около 18,40 % семей и 21,50 % общего населения находились ниже черты бедности, в том числе — 27,70 % молодёжи (тех, кому ещё не исполнилось 18 лет) и 22,10 % тех, кому было уже больше 65 лет.